# Ottelia acuminata
Ottelia acuminata är en dybladsväxtart som först beskrevs av François Gagnepain, och fick sitt nu gällande namn av James Edgar Dandy. Ottelia acuminata ingår i släktet Ottelia och familjen dybladsväxter.

## Underarter
Arten delas in i följande underarter:
- O. a. acuminata
- O. a. crispa
- O. a. jingxiensis
- O. a. lunanensis
- O. a. songmingensis